# Вакфу
Вакфу — французький анімаційний телесеріал під впливом аніме, створений Ankama Animation, заснований на відеогрі Wakfu.
Перший сезон із 26 епізодів розпочався в ефір 30 жовтня 2008 року, а нові епізоди продовжували транслюватись у січні 2010 року на France 3.
Дії серіалу відбуваються у світі Дванадцяти, який населений численними расами, кожна з яких характеризується своїми особливостями, схильностями, бойовими здібностями та богами.
Назва кожної раси, як правило, збігається з ім'ям бога, який нею опікується.
Телесеріал оповідає про пригоди хлопчика Юго та його друзів, котрі вирушили в дорогу задля того, щоб дізнатись про своє минуле, знайти сім'ю і змінити жахливе майбутнє Світу Дванадцяти, яке підготував для них головний антагоніст мультфільму — Ксерол Нокс, який є магом часу.
Шоу анімовано програмним забезпеченням Adobe Flash ; все виробництво здійснюється у Франції, за винятком спеціальних епізодів «Noximilien l'Horloger» і «Ogrest, la Légende», обидва з яких були вироблені в Японії. Режисером серіалу є Ентоні Ру, а розробкою персонажів займаються Ксав'єр Хуссен і Кім Етінофф.
Спіноф під назвою Mini-Wakfu, який містить гумористичні короткометражки з персонажами, зображеними в стилі чібі, виходить в ефір з вересня 2009 року. Спеціальний епізод «Noximilien l'Horloger», історія походження головного антагоніста, Нокса, був створений у Японії. Режисером епізоду став Юньон Чой, а дизайном персонажів займався Масаакі Юаса. У січні 2014 року була запущена успішна кампанія на Kickstarter для створення англомовного дубляжу серіалу.
Український переклад мультсеріалу наразі існує лише в аматорській озвучці.
7 травня 2020 року Ankama оголосила, що 4 сезон, задуманий як останній розділ історії, зараз знаходиться в розробці, а кампанія для фінансування його виробництва була запущена 8 червня 2020 року.

## Персонажі

### Братство тофу
Юго
Озвучує : Фанні Блок (французька); Жюль де Йонг (1-2 сезони та OVA), Еріка Харлахер (3 сезон)
Юго — 12-річний Еліатроп, який нещодавно відкрив свої здібності та вирішує знайти свою справжню родину. Він жив зі своїм прийомним батьком Альфредом, працюючи разом з ним у його готелі, і не має жодних спогадів про свою справжню родину. Він має здатність викликати портали телепортації, обертаючи рукою круговими рухами та кидаючи їх туди, де він хотів би з'явитися. По ходу серіалу він вивчає інші здібності, такі як пересування на високих швидкостях і створення променів зі своїх порталів. Ближче до кінця другого сезону з'ясовується, що він є королем Еліатропів. У спеціальних епізодах після другого сезону показано, що Юго не постарів за 6 років після пошуків Багряних пазурів, факт, який пригнічує його, оскільки він хоче мати можливість залицятися до Амалії, але боїться, що його дитячий вигляд завадить будь-який шанс на серйозні стосунки з нею. Фінал показує, що Юго може використовувати 6 Дофусів Еліатропа, щоб отримати божественну силу, щоб перемогти Огреста, але це коштує йому дружби з братом і майже знищує світ.
У 3 сезоні показано, що Юго та Руель намагалися знайти Адамая всюди, але безуспішно. Коли Адамай, використовуючи їхній психічний зв'язок, показує Юго уявну смерть Перседаля, Юго поспішає на допомогу своєму другові, досі не вірячи, що його брат здатний на таке зло. Пізніше виявилося, що його дії згодом спричинили народження антагоніста сезону, Оропо, який є злим аналогом Юго. Під час останньої битви з Оропо, до якого приєдналися Перседаль і тепер уже реалізований Адамай, він і його друзі востаннє бачили в царстві богів. Юго — сурогатний старший брат Елі та Флопіна.
«Тофу» (птах), якого завжди бачать біля Юго.
Принцеса Амалія Шеран ШармОзвучує: Adeline Chetail (французька); Джессіка Белл (1-2 сезони та OVA), Крістін Марі Кабанос (3 сезон) (англійською): Відома як авантюристка, вона 13-річна принцеса королівства Садида. Завдяки цьому вона здатна розмовляти з рослинами, а також контролювати їх. Вона віддана своїм друзям і тому, щоб допомогти Юго знайти сім'ю. Пізніше, ближче до кінця першого сезону, з'ясовується, що вона не любить свого брата Арманда та має багато суперечок із ним. Спеціальні епізоди через 6 років після другого сезону показують, що Амалія зайняла позицію своєї матері як королеви Садиди, і починається її вимушена одруження з графом Харебургом Фрігостським. Хоча вона спочатку приймає його пропозицію, вона уникає угоди після того, як дізнається, що граф планує використовувати ліси Садіда як джерело палива для свого королівства. До фіналу Амалія та Юго продемонстрували сильне бажання бути одне з одним, незважаючи на труднощі, спричинені різницею їхніх рас. Починаючи з 3 сезону, Амалія відійшла від суспільства і рідко залишає свого хворого батька, але погоджується піти шукати Перседала з Юго, коли він приходить з проханням про допомогу. Напруга їхніх стосунків випробовується протягом їхніх пригод. Наприкінці фінальної битви Амалія обіймає Юго, який відповідає їй доброю усмішкою.
Сер Перседаль Садліґроув (скорочено як Ґроуві, або як прозвали його товариші — Пінпін)Озвучує: Thomas Guitard (французький); Росс Грант (1-2 сезони та OVA), Кайл Маккарлі (3 сезон) (англійською)
16-річний Іоп, який народився 12 жовтня, Перседал є «Лицарем Ордену Вартових Шушу», якому довірено опіку над демонським мечем Рубілаксом. Він діє сміливо, але безглуздо, хоча є сильним бійцем. Як Охоронець, Перседал відповідає за те, щоб Рубілакс не втік із в'язниці меча та не заволодів своїм власником чи іншими, хоча коли він одержимий Рубілаксом, він стає неймовірно фізично сильним монстром. На самому початку першого сезону поринає у пригоди разом із Юго як відплата за те, що Юго врятував його від володіння Рубілакса. По ходу серіалу він закохується в Єванджеліну, а вона в нього, що згодом призводить до їх одруження. Він стає батьком близнюків, Елі та Флопіна в спеціальних епізодах, і виявляється, що він є реінкарнацією Бога Іопа, але він втрачає свої сили під час бою з Огрестом, коли він втрачає праву руку. У 3 сезоні Перседал живе з Євою та їхніми двома дітьми, навчаючи Елі (яка більше іопівська та схожа на свого батька) мистецтву бою. Коли вбивці нападають на них, щоб викрасти дітей і вагітну Єву, Перседал і його сім'я відбиваються від них, але коли з'являється Адамай, він не зрівняєтися з ним. Скинувшись зі скелі, Перседал мало не вмирає та укладає угоду з Рубілаксом, щоб звільнити його, якщо той допоможе йому врятувати свою сім'ю. Поки він боровся, щоб врятувати Єванджеліну і Флопіна, він змушений битися зі своїм колишнім господарем як заміною бога Іопа, обраного Оропо.
Рубілакс
Озвучує: Gérard Surugue (французькою); Кір Стюарт (1-2 сезони та OVA), Дуг Ергольц (3 сезон) (англійською)
Шушу, або демон, ув'язнений у предметі, в формі дорогоцінного каменю на рукоятці меча Перседаля. Він одержимий руйнуванням і надає силу будь-якій істоті, якою володіє. Зазвичай він має форму кинджала, але може досягати розміру довгого меча. Його справжня форма — демон заввишки до колін, однак він все ще неймовірно сильний для свого розміру та стає більшим кожного разу, коли його вдаряють. Рубілакс також може створити невелику армію сильних глиняних воїнів-клонів. У міру того, як він перебуває в Братстві, він зрештою прив'язується до групи настільки, що починає повставати проти собі подібних. У 3 сезоні Адамай розбиває меч, завдаючи шкоди Рубілаксу. Поки Перседаль лежить при смерті, Рубілакс укладає з ним угоду про звільнення Шушу після того, як той допоможе йому врятувати свою сім'ю, перетворюючись на зниклу праву руку Перседаля, здатну приймати будь-яку форму. Однак Руел зазначає, що після смерті їх Опікуна Шушу буде звільнений, натякаючи, що Рубілакс уклав угоду, щоб врятувати життя Перседаля.
ЄванджелінаОзвучує: Geneviève Doang (французька); Жюль де Джон (1-2 сезони та OVA), Кіра Бакленд (3 сезон) (англійською)
17-річна Кра Єванджеліна супроводжує садидську принцесу Амалію як охоронець. Вона віддана своїй роботі, але також діє як старша сестра молодої Амалії. Вона володіє луком, який може стріляти різними магічними стрілами, що робить сагайдак непотрібним. Спочатку вона не виявляє ніякого потягу до Перседала, але в ході серіалу вона визнає, що кохає його і будує з ним сім'ю під час спеціальних епізодів, виходячи за нього в кінці. У 3 сезоні з'ясовується, що Єва вагітна і живе з Перседалом і двома їхніми дітьми, Елі та Флопіном. Коли вбивці нападають на них, вона дає відсіч, але Адамай схоплює їх з Флопіном. Перед останньою битвою вона змушена народити дитину, і за допомогою Ехо та Флопіна вона благополучно народжує другого сина, чиї сили були загрозою для Оропо протягом решти сезону.
Руель Штруд
Озвучує : Патрік Бетюн (французька); Х'юго Чандор (1-2 сезони та OVAs), Кіт Сільверстайн (3 сезон) (англійською): Руель — давній друг прийомного батька Юго Аліберта, а також мисливець за скарбами та головами, відомий як Енутроф. Зробивши послугу Аліберту, Руель погоджується супроводжувати Юго в його подорожах. Руель жадібний і скупий — часто йому траплялись неприємності саме через це. Він досвідчений боєць і прагне провести Юго через неприємності. Руель володіє позолоченою лопатою як зброєю. У 3 сезоні виявилося, що він є напівбогом, сином Енутрофа, і Брати і сестри націлюють його приєднатися до їхньої групи, подібно до дітей Ґроуві і Єванджеліни. Крім того, у нього є відчужена дружина Арпагона, яка живе з братами і сестрами. Руель є дідом Юго, якого Руель назвав своїм спадкоємцем свого стану.
АдамайОзвучує: Дороті Пуссео (французька); Джоанна Руїс (1-2 сезони та OVA), Крістіна Валенсуела (3 сезон) (англійською): Дракон, що змінює форму, вступає в контакт з Юго під час їхнього візиту на острів Ома, і виявляється братом Юго, народженим від того самого дофуса. Розлучившись зі своїми друзями, Юго тренується разом з Адамаєм, щоб контролювати свій вакфу та зупинити Нокса від його зловісних планів. Після спеціальних епізодів Адамаї розірвав стосунки з Юго та Братством після того, як Юго напав на нього, щоб використати Еліатропа Дофуса, щоб кинути виклик Огресту. Його поточне місцеперебування невідоме, за винятком того, що зараз він у союзі із Забутим Братством, очолюваним леді Ехо. У 3 сезоні з'ясовується, що Адамай приєднався до братства леді Ехо інших богів-нащадків і тепер має більш дорослу форму напівгуманоїда-напівдракона. Він також викрав у Гултарда шість Дофусів Еліатропа і прикріпив їх до своєї спини, отримуючи неймовірні здібності — він без особливих зусиль перемагає Перседаля та скидає його зі скелі, поділяючись сценою через умоподібне з Юго. Він женеться за дітьми Перседала, оскільки вони також є нащадками бога, щоб вони могли приєднатися до Братства. Однак, усвідомивши, що план Оропо передбачав дозволити Кубу Елії поглинути яйця Дофу, перетворивши його на бомбу, достатньо потужну, щоб знищити світи, Адамай зраджує Оропо та стає на бік Юго, щоб дати відсіч. Востаннє його знову бачили зі своїми друзями після того, як вони втекли до царства богів перед Оропо.
Елелі та Флопін
Елелі озвучує : Каролін Лалло (французька); Jules de Jongh (OVAs), Cristina Valenzuela (Season 3) (Англійська)
Флопіна озвучив : Карл-Лайн Геллер (французька); Джулі-Енн Дін (OVAs), Марсі Едвардс (сезон 3) (англійською): Діти-близнюки сера Перседала з Садлігроув і Єванджеліни, Елелі — дочка, така ж дика й непередбачувана, як і її батько, тоді як Флопін — син, такий же спокійний і холодний, як і його мати, і так само вправно володіє арбалетом на зап'ясті. Коли їхні батьки та інші члени Братства були взяті в заручники графом Харебургом, вони увірвалися в палац, щоб врятувати їх. Флопін використав лук своєї матері, щоб допомогти звільнити Братство, а Елі об'єдналася з Рубілаксом, щоб дати їм шанс битися, а їхні бойові навички вразили їхніх батьків. Після кульмінаційної битви Юго та Перседала з Огрестом і після того, як Огрест повернувся до нормального дитинчати огра, Елі стала першою людиною за багато років, яка подружилася з ним. У 3 сезоні діти трохи підросли. Елелі дуже схожа на свого батька, вона наполегливо тренується та здатна перемогти суперника, який значно перевищує її розмір, «використовуючи свою голову» — що примушує ворогів до підкорення. Флопін більш стриманий і книголюб з близнюків, він більше схожий на свою матір. Разом з нею його схопив Адамай, але згодом обидва втікають і возз'єднуються з рештою своєї родини.